# Harper (Illinois)
Pour les articles homonymes, voir Harper.
Harper est une communauté incorporée du comté d'Ogle dans l'Illinois.

## Géographie
Harper est situé dans le Township de Forreston. Harper est composé de quelques habitations sur le coin des First et Main Street, maintenant devenus les North Mount Vernon et Harper Road. Le village était composé de deux rangées d'habitations sur les West et East Street, maintenant disparus. Au nord, le village était bordé par les terres d'E. Rodemaker et Harvey Bowerman, tandis qu'au sud se trouvaient les terres de Frank Diel et la Dirk Meinders Established, et le chemin de fer du Chicago, Milwaukee, St. Paul and Pacific Railroad. Sur la North Mount Vernon Road se trouve l'élévateur à grain d'Harper.
Selon un atlas de Rand McNally (en) publié en 1895, Harper avait un bureau de poste et une gare ferroviaire.